# Kadett

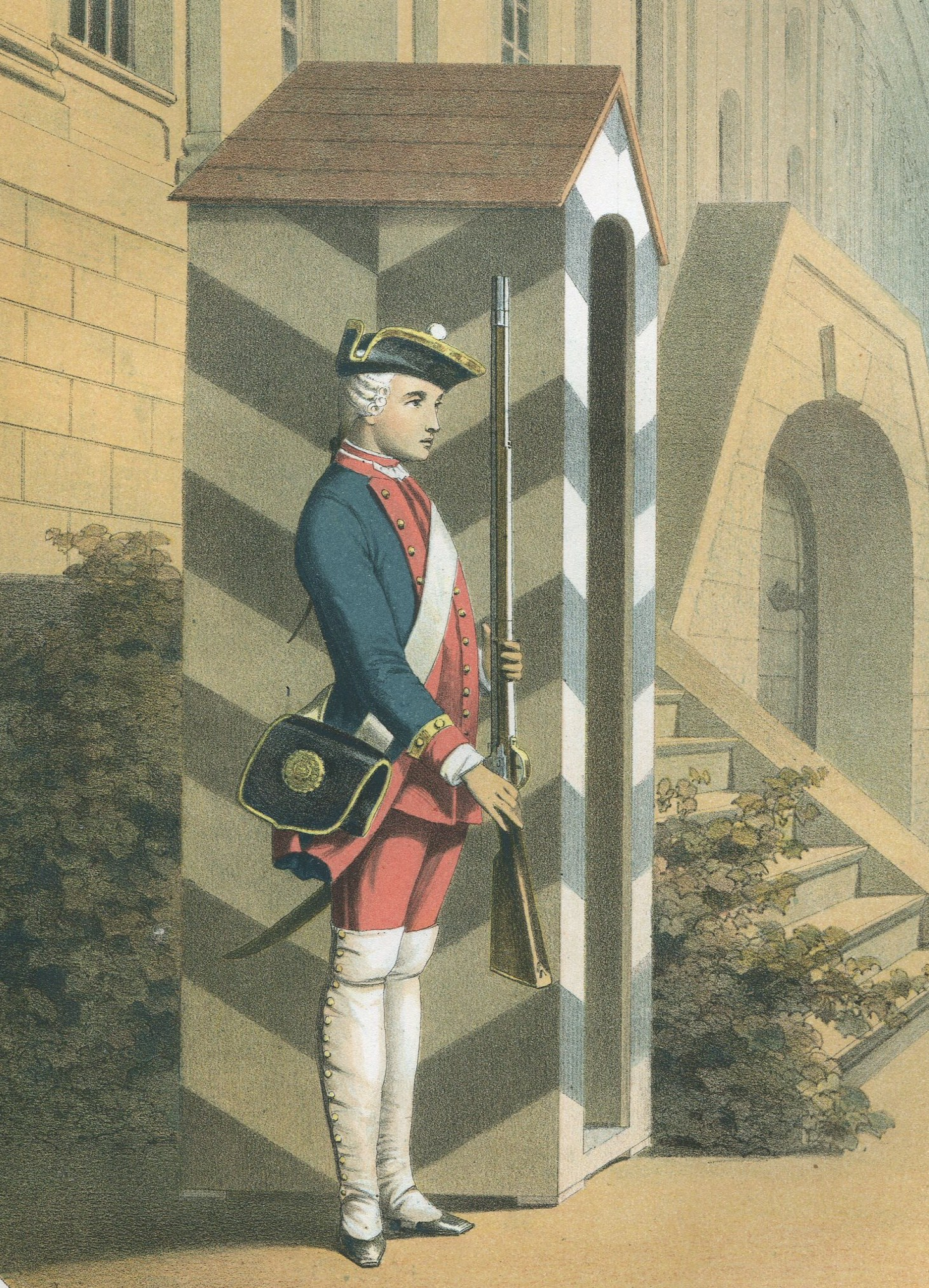
Kadett in Berlin, 1717

Kadett (von französisch cadet „Jüngster“), auch Kadettenschüler, ist eine Bezeichnung für einen Zögling einer militärischen Erziehungsanstalt zur Vorbereitung auf eine mögliche militärische Karriere, gegebenenfalls als Offizier. 
In verallgemeinerter Form fand der Begriff in ganz Europa Verbreitung. So war Cadet im 18. Jahrhundert in vielen Ländern eine geläufige Bezeichnung für junge Adlige im Militär, gleich welchen Rangs. Alternative Bezeichnungen im deutschen Sprachraum waren Junker und, bis in das 17. Jahrhundert hinein, Adelbursche (als Spielart von Edelknabe). Die niederländische Verballhornung Adelborst bezeichnete beispielsweise im niederländischen Landheer des 17. Jahrhunderts zunächst einen einfachen adeligen Soldaten, dann allgemein einen dem deutschen Gefreiten entsprechenden Militär zwischen den Dienstgraden Soldaat und Landspassat; in der militärischen Seefahrt der Niederlande steht Adelborst indes traditionell für Seekadetten unterschiedlichen Rangs, so noch heute in der Koninklijke Marine.

## Begriffsgeschichte
Das Wort cadet ist aus dem westlichen gascogner  Dialekt abgeleitet: capdèth bedeutet etwa „kleines Haupt“, von lat. capitellum, lat. capitellum, Diminutiv von caput „Haupt“. Ursprünglich bezeichnete es einen gascogner Adelssohn, der in der Armee des französischen Königs als Offizier diente. Später wurde cadet in Frankreich als ein Synonym für „(der) Jüngere/(der) Jüngste“ und, im verengten Sinn, für „(jüngerer/jüngste) Sohn eines Edelmannes“ genutzt. Da in der Regel nur dem ältesten Sohn das Familienerbe zufiel, suchten die nachgeborenen Söhne des Adels traditionell ihr Glück in einem geistlichen Amt oder beim Militär.

## Frankreich
König Ludwig XIV. fasste die Kadetten in besondere Kompanien zusammen, in denen sie bis zum Erhalt des Offizierspatents als Freiwillige dienten. Den berühmten Gascogner Kadetten setzten Alexandre Dumas in dem Roman Die drei Musketiere und Edmond Rostand in dem Stück Cyrano de Bergerac ein literarisches Denkmal.

## Deutschland
In der württembergischen Armee war der Portepee-Kadett der ranghöchste Offizieranwärter, bevor 1864 die Bezeichnung zunächst zu Fähnrich und 1867 schließlich zu Portepee-Fähnrich wechselte.
In der preußischen Marine und später in kaiserlichen Marine waren Kadett (ab 1899 Seekadett) und der ranghöhere Seekadett (ab 1899 Fähnrich zur See) Dienstgrade der Seeoffizieranwärter. Ersterer stand in der kaiserlichen Marine an der Spitze der Unteroffiziere ohne Portepee und rangierte vor dem Obermaat. Zweiterer zählte zu den Unteroffizieren mit Portepee und rangierte vor dem Vizefeldwebel. 
In der Kriegsmarine der Wehrmacht wurden Offizieranwärter der Seeoffizierlaufbahn im Mannschaftsrang als Seekadett bezeichnet. In allen übrigen Laufbahnen lautete die Bezeichnung Kadett (mit Laufbahnzusatz, wie bspw. „der Ingenieurlaufbahn“ oder „der Verwaltungsoffizierlaufbahn“), in der Saninätsoffizierlaufbahn aber Marinesanitätskadett. Sie rangierten mit den Obermatrosen oder Oberstabsmatrosen bzw. mit den (Fahnenjunker-)Gefreiten des Heeres.
In der Deutschen Marine der Bundeswehr heißen die Seeoffizieranwärter im Range eines Unteroffiziers Seekadetten. Im deutschen Sprachraum sind die Begriffe Offizieranwärter (Bundesrepublik Deutschland) beziehungsweise Offiziersanwärter (Österreich) und Aspirant (Schweiz) gebräuchlich. In der NVA der DDR waren die Begriffe Kadettenschüler, Kursant und Offiziersschüler gebräuchlich.
In der zivilen Schifffahrt bezeichnet Kadett einen angehenden Nautischen Offizier bzw. technischen Offizier.
In der Frachtgutschifffahrt nannte man, besonders regional am Niederrhein, die Kaiarbeiter scherzhaft Rheinkadetten.

## Österreich-Ungarn
In Österreich-Ungarn rangierten die Kadett-Dienstgrade („Chargen“) der k.u.k. Armee vor den jeweiligen Normalchargen gleichen Ranges, jedoch hinter der nächsthöheren Normalcharge (bspw. stand der Kadett-Gefreite vor dem Gefreiten, doch hinter dem Korporal). 1909 ersetzte Kadett die bisherige Bezeichnung Kadett-Feldwebel.
Die Kadetten trugen an den Kragenenden die Rangborte der Feldwebel, jedoch goldfarben statt kaisergelb. Hinzu kamen die Rangsterne der entsprechend bekleideten Chargen, bspw. für den Kadett-Zugsführer drei sechsspitzige Sterne aus weißem Tuch (seit 1901: Celluloid). Bekleidete ein Kadett die Feldwebel-Charge, so legte er zusätzlich das kaisergelbe Feldwebel-Rangbörtchen an, das am oberen Rand des Goldbörtchens zur Hälfte vorzustehen hatte. Der 1869 eingeführte Kadett-Offiziersstellvertreter (ab 1908: Fähnrich) führte das Goldbörtchen, darauf ein silber-plattierter Leutnantstern aus Metall (statt gestickt, wie für Offiziere vorgeschrieben).
1916 legten alle Kadettchargen (Ausnahme: Fähnrich) die goldene Rangborte ab. Sie, und auch die Fähnriche, kennzeichnete seitdem ein glatter Uniformknopf hinter den Rangsternen, wie er 1915 bereits den Einjährig-Freiwilligen bewilligt worden war (sog. „EF“-Knopf). Die „EF“ unterschieden sich zusätzlich anhand des „Intelligenzbörtels“ an den Ärmelaufschlägen.
Die bei der Truppe dienenden Kadetten waren nicht zu verwechseln mit den noch in Ausbildung befindlichen Zöglingen (ungarisch Novendék) einer Militäranstalt. Innerhalb des Kadettenkorps konnte ein Zögling den Rang eines Zögling-Unteroffiziers (ungarisch Növendék altiszt; keine wirkliche Militär-Charge) erreichen.

## Litauen
In Litauen gibt es die General-Povilas-Plechavičius-Kadettenschule, eine allgemeinbildende Mittelschule in Kaunas.

## Russland

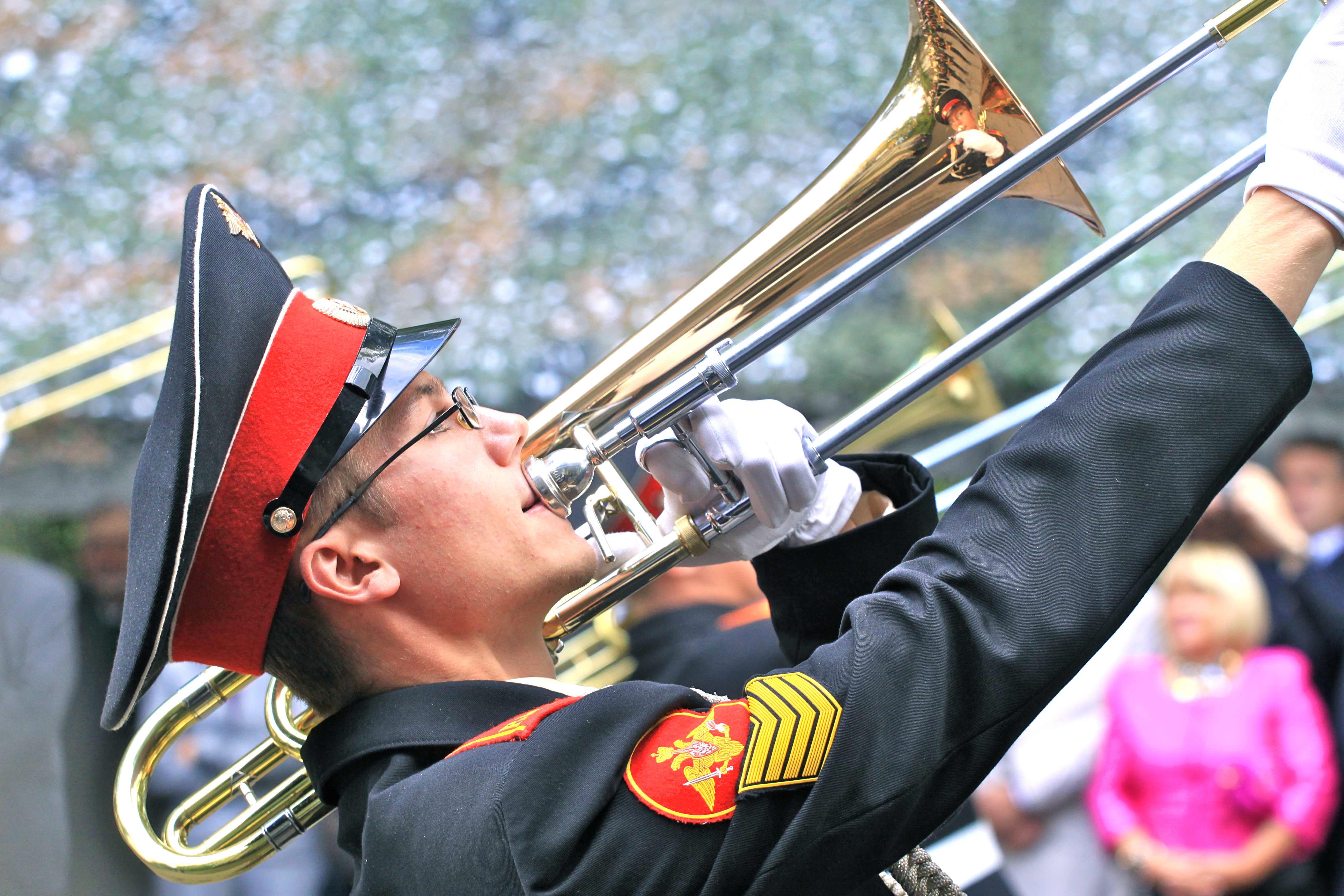
Russischer Suworow-Kadett in Bern (2010)

In Russland haben Kadettenanstalten eine lange Tradition, die bis in die Zarenzeit zurückreicht. Auch in der Sowjetunion erfreuten sich diese Bildungseinrichtungen großer Beliebtheit und gelten heute als Eliteschulen. Die Schüler werden allgemein als Kursanten bezeichnet, können aber auch nach dem Namensgeber oder dem Träger der Schule bezeichnet werden, beispielsweise Nachimowschüler oder Suworowschüler. Hier ist der Anteil der Absolventen, der nach dem Abitur einen militärischen Beruf ergreift, relativ hoch.
In Russland gibt es heute noch mehr als 25 Kadettenschulen für Knaben ab Klasse 5 bis zum Abitur, als Vorbereitung für eine künftige militärische Karriere.

## USA
In den USA sind noch heute Kadettenanstalten verbreitet. Der Anteil der Absolventen, der nach Abschluss der Schulausbildung tatsächlich den Militärberuf ergreift, ist aber gering.

## „Kadetten“ im Sport
Internationale Wintersportwettkämpfe werden in den Altersklassen Kadetten (16–18 Jahre), Junioren (19–20 Jahre), Espoirs (21–23 Jahre) und Senioren (ab 24 Jahre) bestritten (siehe auch Klasseneinteilung im Sport).

## Belletristik
Im Roman Die Kadetten (1933) verarbeitete Ernst von Salomon seine Zeit in der Kadettenanstalt in Karlsruhe und später in der Hauptkadettenanstalt in Groß-Lichterfelde (Berlin).